# Orectochilus indulans
Orectochilus indulans là một loài bọ cánh cứng trong họ van Gyrinidae. Loài này được Severin miêu tả khoa học năm 1892.